# Foch (croiseur)
Pour les articles homonymes, voir Foch.
Le Foch est un croiseur lourd de la classe Suffren, entré en service en 1931. Il porte le nom du maréchal Ferdinand Foch, qui s'est illustré durant la Première Guerre mondiale.

## Historique
Ayant participé au bombardement de Gênes le 14 juin 1940 (opération Vado), il sera coulé lors du sabordage de la flotte française à Toulon en 1942.

## Commandants
- Alfred Édouard Richard (1882-1951), premier commandant au lancement le 24 avril 1929
- Marie Matthieu Pierre Louis POTHUAU (1896-1974) en tant que commandant, de février 1941 à mai 1942.

## Personnalités ayant servi à son bord
- Paul Louis Antoine Fontaine (1899-1976) en 1930 en qualité de lieutenant de vaisseau, sous le commandement du capitaine de corvette Richard